# Petr Kalaš
Petr Kalaš (ur. 17 lutego 1940 w Pradze) – czeski inżynier, konsultant i urzędnik państwowy, w latach 2006–2007 minister środowiska.

## Życiorys
Z wykształcenia inżynier, ukończył w 1963 Politechnikę Czeską w Pradze. Pracował w sektorze energetycznym. W 1968 wyemigrował do Szwajcarii, tam kształcił się w ETH Zürich. W latach 1968–1986 pracował w przedsiębiorstwie konsultingowym jako konsultant oraz kierownik projektów w branżach elektrycznej i energetycznej. W latach 1986–2004 zatrudniony w szwajcarskim ministerstwie zajmującym się handlem zagranicznym, gdzie zajmował się współpracą rozwojową z krajami Ameryki Południowej, Afryki i Azji. Od 1994 z ramienia szwajcarskiego rządu był też konsultantem w Banku Światowym. W 2004 zajął się własną działalnością doradczą. Specjalizował się w projektach na rzecz zrównoważonego rozwoju i przeciwdziałania zmianom klimatu.
We wrześniu 2006 mianowany ministrem środowiska w mniejszościowym rządzie Mirka Topolanka. Funkcję tę pełnił do stycznia 2007. W późniejszych latach został m.in. przewodniczącym zespołu doradców ministra Richarda Brabeca.